# Închisoare

Panorama insulei Alcatraz unde se afla închisoarea cu același nume

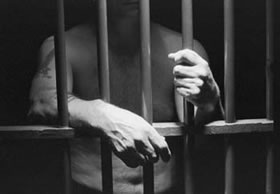
Închisoare

Închisoarea, cunoscută și sub denumirea de penitenciar este o clădire, loc în care sunt închiși cei condamnați la pedepse privative de libertate sau cei deținuți preventiv. Oamenii ținuți în închisoare sunt numiți deținuți sau condamnați. Acolo stau hoții.

## Atribuțiile închisorii
Atribuțiile închisorilor variază de la țară la țară, de la epocă la epocă dar în principal sunt următoarele:
- să protejeze societatea de persoanele periculoase
- de a preveni și împiedica comiterea unor acte ilegale grave(atentate etc.)
- de a reeduca și corecta deviațiile de la un comportament social normal al celor închiși pentru a-i pregăti pe aceștia pentru reîntoarcerea lor în societate.
- de a reduce la tăcere, acest lucru se petrece aproape în toate cazurile în țările cu regim nedemocratic, dictatorial, dar există și sentințe pe motive politice și în alte țări considerate democratice.
- de a împiedica pe cei acuzați să fugă, în acest caz este vorba despre închisoarea preventivă.

## Statistica deținuților în țările lumii

Numărul deținuților pentru 100000 cetățeni, 2012

După niște date, în anul 2006 în toată lumea erau aproximativ 9,25 milioane de oameni în închisoare.
În prezent Statele Unite ale Americii este pe primul loc după numărul de deținuți; în această țară se află peste 2,19 milioane de deținuți. Chiar dacă populația Statelor Unite este mai mică decât 5% din populația lumii, circa 0,75–1% din populație sunt după gratii, în închisorile americane. În 2002 numărul deținuților din Rusia și China depășea 1 milion de persoane. Mai târziu numărul deținuților ruși a scăzut și în octombrie 2006 erau 869814 de deținuți, sau 611 deținuți pentru 100000 oameni din populația Rusiei.
În octombrie 2008 numărul deținuților a atins cifra de 891738 oameni, adică 629 pentru 100000 oameni din populația Rusiei.
Pe 1 februarie 2010 deținuții ruși erau 862,3 mii oameni, sau 607 deținuți pentru 100 mii oameni din populația Rusiei.
| SUA | Rusia | Noua Zeelandă | Regatul Unit | Olanda | Australia | Canada | Germania | Turcia | Franța | Suedia | Japonia | India |
| --- | ----- | ------------- | ------------ | ------ | --------- | ------ | -------- | ------ | ------ | ------ | ------- | ----- |
| 756 | 611   | 186           | 148          | 128    | 126       | 107    | 95       | 91     | 85     | 82     | 62      | 22    |

### În România
Numărul deținuților aflați în penitenciarele din România a crescut la 26.716 de persoane, față de 26.212 înregistrate la sfârșitul anului 2008, se arată într-un bilanț Administrației Naționale a Penitenciarelor (ANP).
Cu peste 33.400 de deținuți la sfârșitul anului 2013 (circa 0,16% din populația totală și cam 0,2% din populația adultă), România se găsește în rândul statelor cu rate ridicate ale încarcerării, atât pe plan european, cât și la nivel mondial.
Circa 90% din cei aflați în cele peste 40 de penitenciare, centre de reeducare și spitale-penitenciar erau condamnați definitiv, restul fiind în arest preventiv sau condamnați, în primă instanță.
Potrivit prevederilor legale, o persoană care a împlinit 60 de ani poate fi eliberată după ce execută o treime din pedeapsă.
În anul 2015, raportul Departamentului de Stat american a semnalat condițiile din închisorile românești, în special suprapopularea și faptele de violență abuzive ale polițiștilor.
Curtea Europeană a Drepturilor Omului a condamnat România în 11 cazuri pentru condițiile neadecvate și tratamentele inumane din închisori.
Unele închisori au oferit acces insuficient la servicii medicale, iar hrana a fost de proastă calitate și insuficientă.
În unele închisori nu au existat încălzire și ventilație adecvate și iluminatul a fost insuficient.
În unele cazuri persoanele încarcerate și-au agresat și abuzat colegii de celulă.
Peste 100 de oameni și-au găsit sfârșitul în închisoare în 2013, 26 dintre aceștia suferind o moarte violentă, potrivit raportului anual al Administrației Naționale a Penitenciarelor.

## Privarea de libertate și drepturile omului
Cele patru drepturi fundamentale ale omului sunt, după Declarația Drepturilor Omului și ale Cetățeanului: libertatea, proprietatea, securitatea și rezistența împotriva opresiunii. Primul dintre aceste drepturi este suspendat pe timpul satisfacerii pedepsei privative de libertate, dar al doilea și al treilea (proprietatea și securitatea) sunt garantate de lege. Teoretic, pedeapsa cu închisoarea ar trebui să priveze acuzatul doar de dreptul la libertatea de mișcare după bunul plac dar în practică închisoarea atentează la mai multe drepturi ale omului, acestea fiind: dreptul la exprimare, la viață familială, drepturi cetățenești, intimitate, demnitate. În ultimii ani, treptat, deținuții dobândesc dreptul de a protesta față de hotărârile administrațiilor penitenciare.